# 豊川インターチェンジ
豊川インターチェンジ（とよかわインターチェンジ）は、愛知県豊川市麻生田町に所在する東名高速道路のインターチェンジ (IC) である。
東名高速道路の管轄は当ICを境に東側がNEXCO中日本東京支社（旧JH東京第二管理局）、西側が名古屋支社（旧JH中部支社）となっている（豊川ICは名古屋支社の管轄）。かつては東側の三ヶ日ICが管轄境界となっていたが、2012年4月14日の新東名高速道路の開通を機に三ヶ日IC - 豊川ICの管轄が名古屋支社から東京支社へ移管された。
高速バス停留所の豊川バスストップ (BS) を併設している。
豊川市だけでなく豊橋市・新城市、伊良湖などの田原市、またラグーナテンボスや三河港などへの玄関口となっている。
大手運送会社の多くがこのインター近くに物流拠点を置いており、東京 - 大阪間の路線運転手がここで交代することも多い。

## 道路
- E1 東名高速道路（18番）

## 接続する道路
- 国道151号（国道1号に接続）
- 愛知県道31号東三河環状線

## 歴史
- 1969年2月1日 : 静岡IC - 岡崎IC開通に伴い開設。

## 料金所
- ブース数 : 8

### 入口
- ブース数 : 3
  - ETC専用 : 1
  - ETC/一般 : 1
  - 一般 : 1

### 出口
- ブース数 : 5
  - ETC専用 : 2
  - 一般 : 3

## 周辺
- 豊川稲荷
- 砥鹿神社
- JR東海飯田線三河一宮駅
- チサンイン豊川インター
- ホテルルートイン豊川インター
- 西濃運輸豊川支店
- 名鉄NX運輸豊橋支店
- 福山通運豊橋支店

## 隣
E1 東名高速道路
(17) 三ヶ日IC - (17-1) 三ヶ日JCT - 新城PA - 豊橋新城SIC（事業中） - 豊橋PA（下り線のみ） - (18) 豊川IC - 赤塚PA - (18-1) 音羽蒲郡IC

## 豊川バスストップ
旅客案内上では東名豊川（とうめいとよかわ）と称する。豊川インターチェンジ料金所の西側に張り出して設置。
横浜BS（廃止）・御殿場BS・沼津BSや岡崎BSと同様に、料金所出口をいったん出てからバスストップに寄り、再び料金所入口に入るという構造となっている。
東名ハイウェイバスの超特急・特急・急行便および京阪神昼特急静岡号、e-wingが停車する。
豊鉄バス 新豊線（豊橋駅前 - 新城富永）・都市間高速バス 京都ほの国号（豊橋京都線）、豊川市コミュニティバス 一宮線（豊橋駅前 - （豊鉄バス 豊川線直通） - 豊川駅前 - 本宮の湯）が停車する東名豊川バス停は、国道151号沿いに豊川BSに近接して設置。本節ではこちらについても取り扱う。
豊川駅前・豊橋駅前方面の路線バス乗り場は豊川BSと隣接し徒歩1分以内で連絡できるが、本宮の湯・新城富永方面とほの国号京都方面のバス乗り場は東名ハイウェイバスBSからだと国道の反対側である。また、京都ほの国号の降車バス停は豊川BS南の県道東三河環状線上に設置される。
なお、新宿・豊橋エクスプレス ほの国号は東名豊川/豊川バスストップには停まらず、新豊線・一宮線で1つ西寄りの県道東三河環状線上にある本野原バス停に停車する。

### 歴史
- 1969年（昭和44年）6月10日 - 開設

### 隣接するBSなど

#### 至近のBS・IC等
音羽BS - 赤塚PA - 豊川IC - 豊川BS - 豊川IC - 豊橋本線料金所（チェックバリア・廃止） - 豊橋北BS

#### 隣接するバス停
- 東名ハイウェイバス
  - 音羽BS - 豊川BS - 豊橋北BS
- e-wing（中部国際空港のみ利用可）
  - 東名音羽 - 東名豊川 - 東名三ヶ日
- 大阪イーライナー（京都深草以遠のみ利用可）
  - 東名音羽 - 東名豊川 - 東名三ヶ日
- 京都イーライナー（長島温泉以遠のみ利用可）
  - 東名音羽 - 東名豊川 - 東名三ヶ日
- 京都ほの国号（長島温泉以遠のみ利用可）
  - 東名音羽 - 東名豊川 - 豊川駅東口
- 豊鉄バス 新豊線・豊川市コミュニティバス 一宮線
  - 上野 - 東名豊川 - 本野原